# الدشرة (لالة ميمونة)
الدشرة هي إحدى مشيخات المملكة المغربية، تتبع جغرافيا لإقليم القنيطرة وإداريًا للالة ميمونة. يقدر عدد سكانها بـ 18587 نسمة حسب الإحصاء الرسمي للسكان والسكنى لسنة 2004.